# DSCH音型
| お使いのブラウザーでは、音声再生がサポートされていません。音声ファイルをダウンロードをお試しください。 |
| DSCH音型（D-Es-C-H）                                                                                   |

DSCH音型（DSCHおんけい）、またはDSCH動機（DSCHどうき）は、ソビエト連邦の作曲家ドミートリイ・ショスタコーヴィチが、ヨハン・ゼバスティアン・バッハのBACH主題に倣い、自身を表現した動機（モティーフ）である。彼の姓名の頭文字（Д. Ш.）が、ドイツ語で D. Sch. と綴られることから、ドイツ音名によるD-Es-C-H（英語音名：D-E♭-C-B、日本音名：ニ-変ホ-ハ-ロ）の4音より構成される。そのままの形での最も早い使用例は、ヴァイオリン協奏曲第1番第2楽章（135小節〜など）と考えられているが、戦前の作品、例えば歌劇「ムツェンスク郡のマクベス夫人」などでも、「DS(Es)C」とか「DCH」のように、断片的に用いられることはあった。
この動機はショスタコーヴィチ自身によって自らの音楽的イニシャルとして、何度も繰り返し用いられた。ヴァイオリン協奏曲第1番、交響曲第10番、弦楽四重奏曲第8番、チェロ協奏曲第1番、ピアノソナタ第2番他、多数の作品中で出現する。
また、ショスタコーヴィチ自身を示すイニシャルとして、アルフレート・シュニトケ、ロナルド・スティーヴンソンなど、他の作曲家がショスタコーヴィチへのオマージュとして「DSCH動機」を作中に登場させることもある。
ノヴォデヴィチ墓地にあるショスタコーヴィチの墓碑にも、「DSCH音型」の楽譜が彫られている。ショスタコーヴィチの研究誌『DSCHジャーナル』は、この動機にちなんで名づけられた。